# Charles Auguste Varsavaux
Charles Auguste Varsavaux, genannt Waléry (geboren 30. September 1866 in Paris; gestorben 20. April 1935 ebenda) war ein französischer Theater- und Porträtfotograf sowie Illustrator von Notenheften. Nach dem Tod des Fotografen Stanisław Julian Ignacy Ostroróg im Jahr 1929 übernahm Varsavaux dessen Studio in Paris und nannte sich fortan wie sein Vorgänger Waléry.
Er war ein offizieller Fotograf der Ballets Russes während der Gastspiele 1912 und 1924 in Paris. Seine Porträts von Vaslav Nijinsky und Tamara Platonowna Karsawina als Figuren des Ballets Le Dieu bleu des Choreografen Michel Fokine sowie von Nijinsky in der Uraufführung von L’Après-midi d’un faune und Szenen aus Mercure (1924) in der Choreografie von Léonide Massine befinden sich im Bestand der Bibliothèque nationale de France.

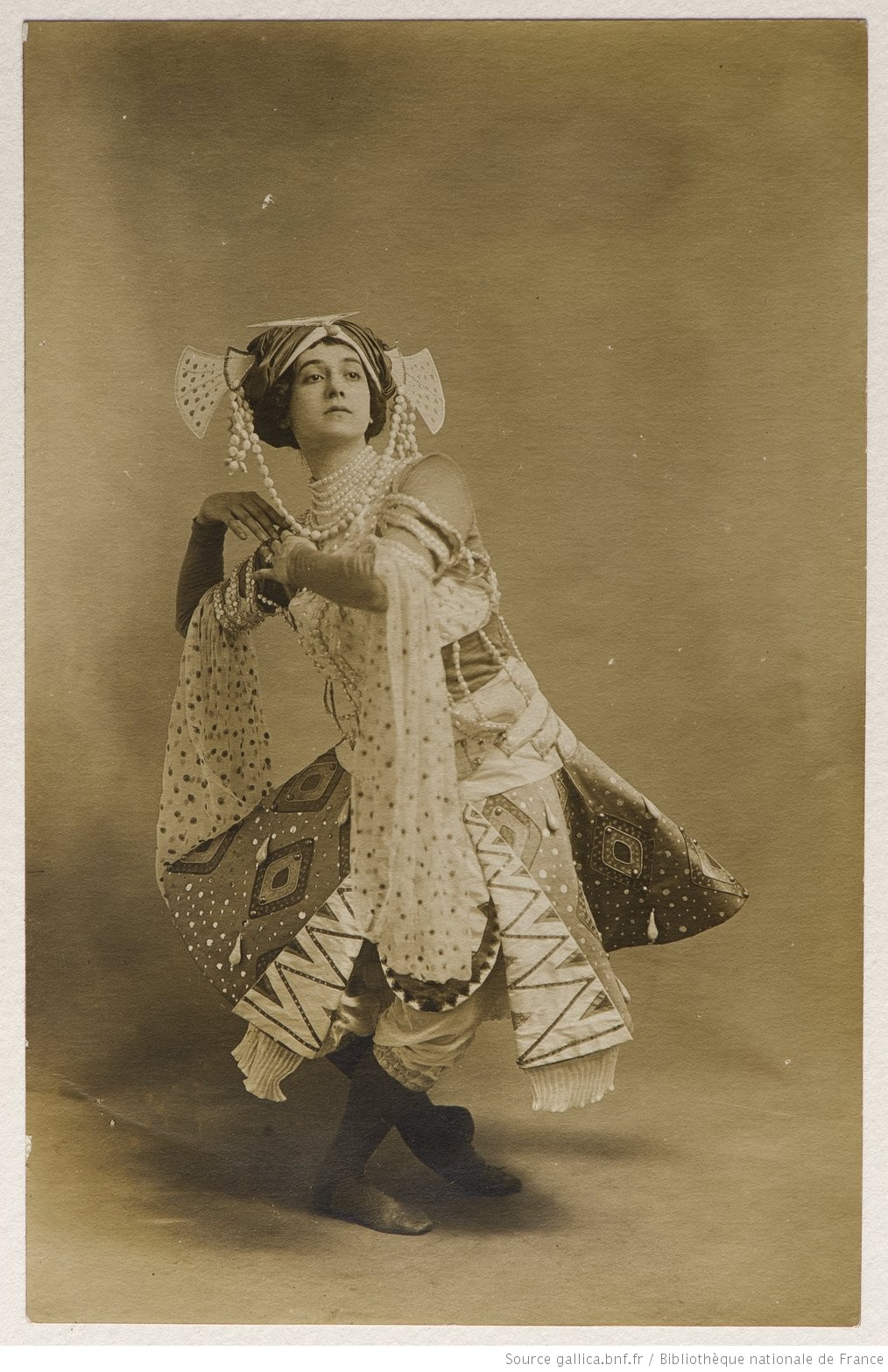
Tamara Karsawina in Le dieu bleu, 1912
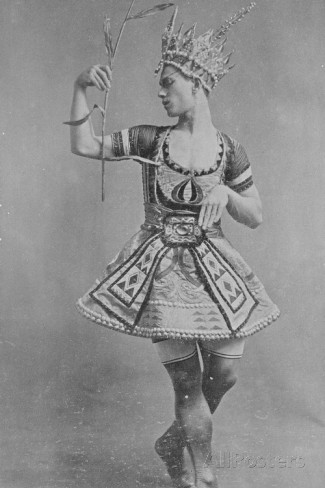
Vaslav Nijinsky in Le dieu bleu, 1912
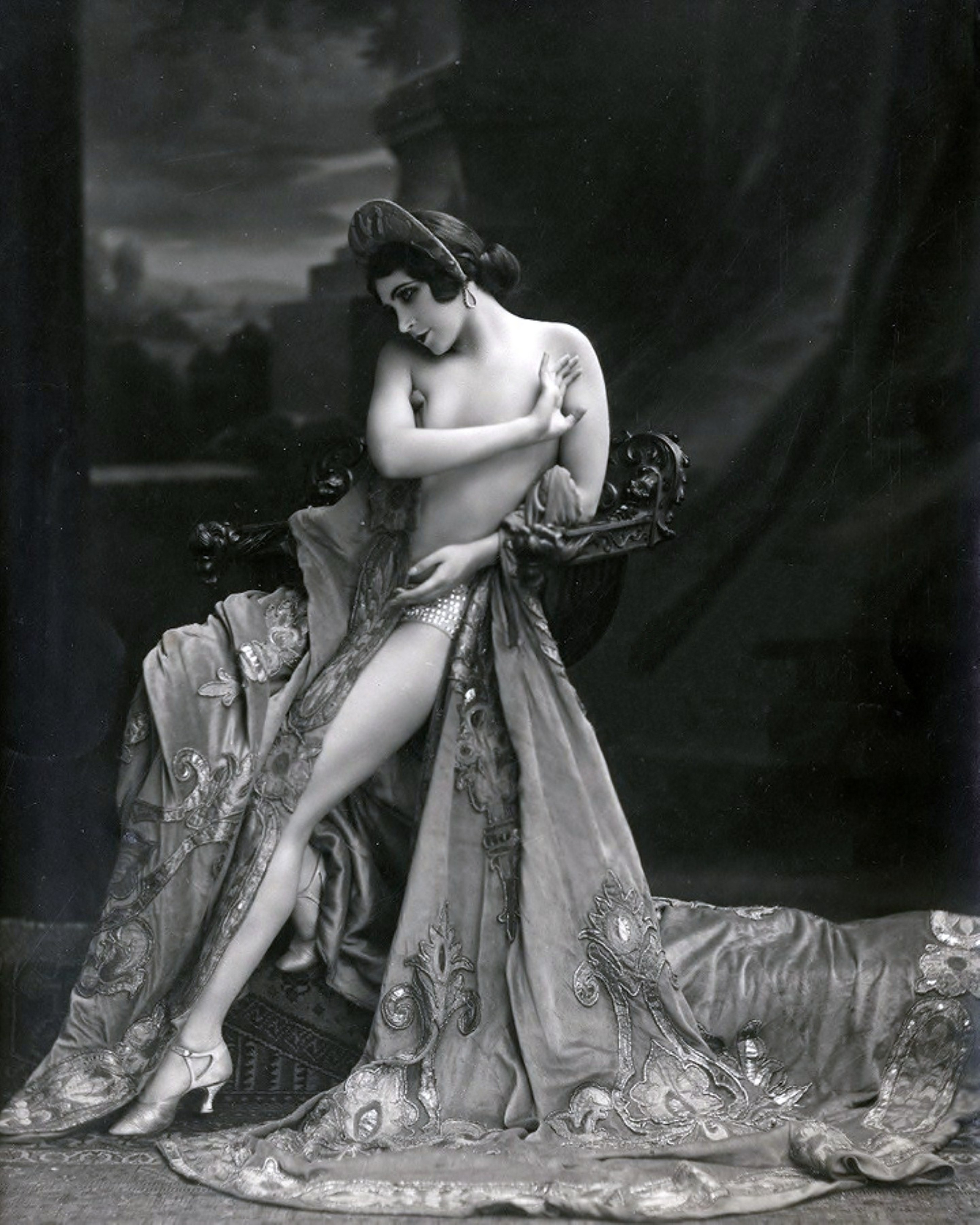
Étoiles et beautés, um 1925